# Ouli (köpinghuvudort i Kina, Jiangxi Sheng, lat 27,93, long 114,83)
Ouli är en köpinghuvudort i Kina. Den ligger i provinsen Jiangxi, i den sydöstra delen av landet, omkring 130 kilometer sydväst om provinshuvudstaden Nanchang. Antalet invånare är 19 247. Befolkningen består av 9 015 kvinnor och 10 232 män. Barn under 15 år utgör 21,0 %, vuxna 15-64 år 69 %, och äldre över 65 år 8,0 %.
Runt Ouli är det tätbefolkat, med 442 invånare per kvadratkilometer. Närmaste större samhälle är Xinyu, 9,8 km söder om Ouli. Trakten runt Ouli består till största delen av jordbruksmark.
Genomsnittlig årsnederbörd är 2 315 millimeter. Den regnigaste månaden är maj, med i genomsnitt 349 mm nederbörd, och den torraste är oktober, med 28 mm nederbörd.